# بحيرات تيتان

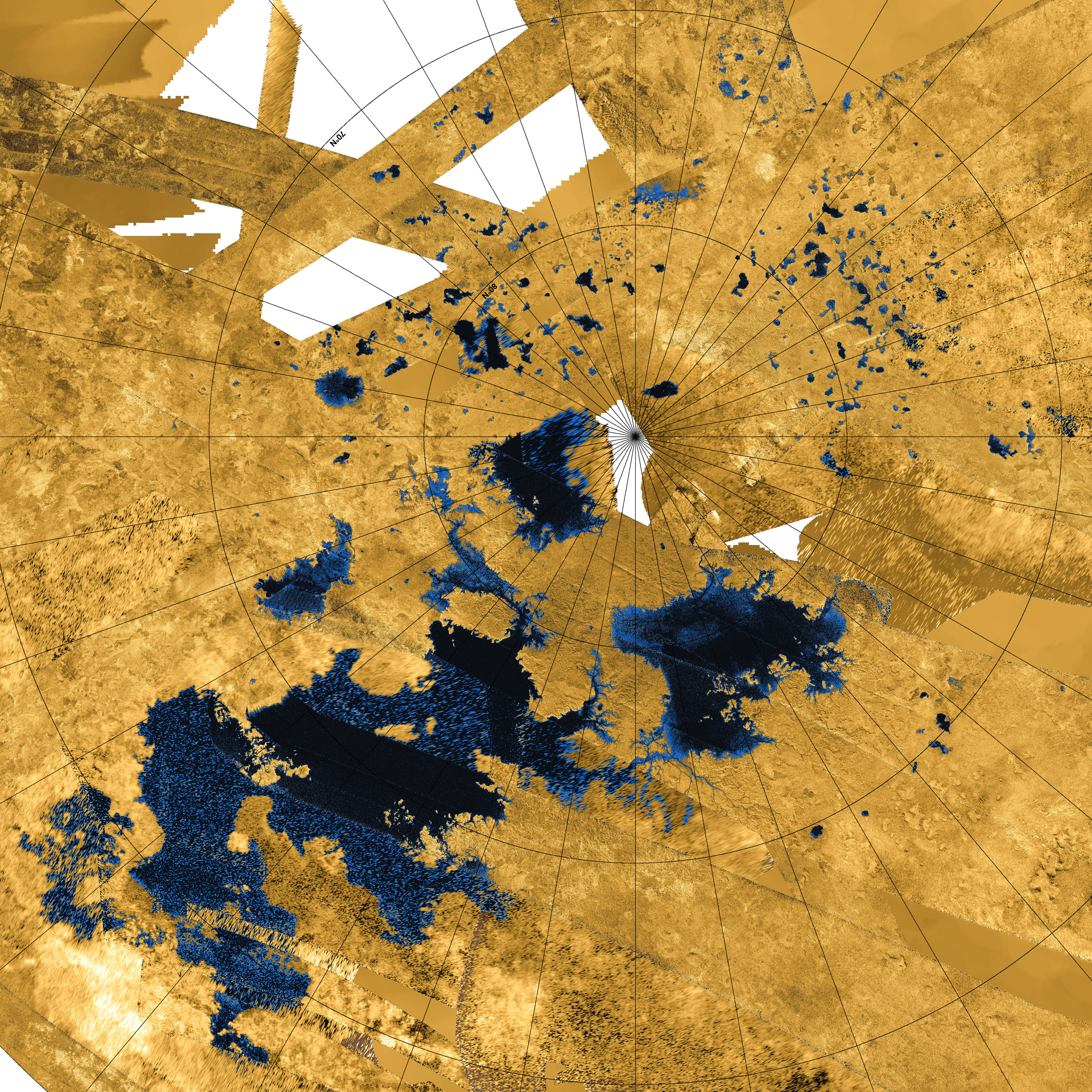
صورة متوسطة الدقة من مسبار كاسيني-هويجنز وتظهر منطقة تيتان الشمالية القطبية، والتي تبين البحار الهيدروكربونية والبحيرات وشبكات من الروافد. ويشير اللون الأزرق إلى مناطق انعكاسية منخفضة للرادار ناجمة عن أجسام من الإيثان السائل والميثان والنيتروجين المذاب. ويظهر بحر الكراكن، أكبر بحر على تيتان، أسفل اليسار.

بحيرات تيتان، أكبر أقمار زحل، هي تجمعات من غازي الإيثان السائل والميثان والتي تم الكشف عنها بواسطة مسبار الفضاء كاسيني-هويجنز، وكان يشتبه في ذلك وجود هذه البحيرات قبل فترة طويلة. البحيرة الكبيرة من بحيرات تيتان تعرف باسم (البحر) والصغيرة منها تسمى (البحيرة).

## البداية

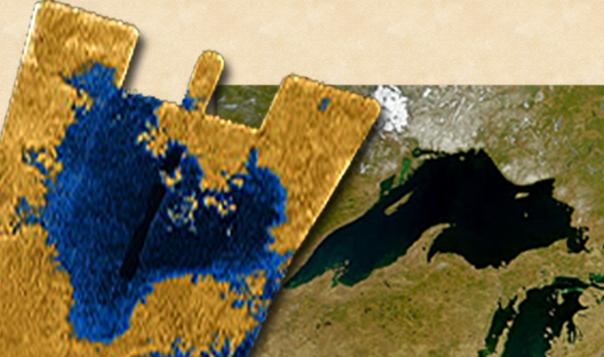
صورة ملتقطو من كاسيني وتظهر على اليسار ليجيا ماري، بالمقارنة مع بحيرة سوبريرور (على اليمين). هذه صورة مقربة من صورة أكبر (و هذه الصور تقدم أدلة قوية لوجود البحار على تيتان. هذه البحار هي من الميثان السائل والإيثان.

تم اقتراح إمكانية وجود بحار على تيتان لأول مرة استنادا إلى بيانات من مجسات الفضاء فوياجر 1 و 2 ، التي أطلقت في أغسطس وسبتمبر 1977. أظهرت البيانات أن تيتان له غلاف جوي سميك ولم يتم الحصول على أدلة مباشرة حتى عام 1995 عندما كانت البيانات المستمدة من تليسكوب هابل الفضائي وغيره من الملاحظات قد اقترحت بالفعل وجود غاز ميثان سائل على تيتان، إما في جيوب منفصلة أو على نطاق المحيطات الساتلية، مشابهة للماء الموجود على سطح الأرض
وأكدت بعثة كاسيني الفرضية السابقة، وإن لم يكن على الفور. وعندما وصل المجس إلى نظام زحل في عام 2004، أمل العلماء أن تكون البحيرات الهيدروكربونية أو المحيطات قابلة للكشف عن طريق أشعة الشمس المنعكسة من سطح أي أجسام سائلة، ولكن لم تلاحظ أي انعكاسات مرأية في البداية.
وظلت هناك إمكانية لإيجاد الإيثان السائل والميثان في المناطق القطبية في تيتان حيث يتوقع أن تكون وفيرة ومستقرة. في المنطقة القطبية الجنوبية في تيتان، كانت إحدى الخصائص المظلمة الغامضة المسماة أونتاريو لاكوس هي أول بحيرة مشتبه بها تم تحديدها، ربما تم إنشاؤها بواسطة السحب التي لوحظ لتجمعها في المنطقة.  كما تم تحديد شاطئ محتمل بالقرب من القطب عبر صور الرادار.  بعد رحلة جوية في 22 يوليو 2006، كان فيها رادار المركبة الفضائية كاسيني يقوم بتصوير خطوط العرض الشمالية (التي كانت في ذلك الوقت في فصل الشتاء)، شوهد (بالاستعانة بالرادار) عدد من البقع الكبيرة، بالقرب من القطب الشمالي.  بناء على الملاحظات، أعلن العلماء «دليلا قاطعا على البحيرات المليئة بالميثان على القمر تيتان أكبر أقمار زحل» في يناير 2007.   وخلص فريق كاسيني-هيجنزإلى أن السمات المصورة هي تقريباً مؤكدة وأنه وجدت أول كيانات مستقرة سائلة خارج الأرض. 

## قائمة بحار تيتان
| الاسم       | الاحداثيات                        | الطول (كم) | المساحة (كم2) | سبب التسمية                       |
| ----------- | --------------------------------- | ---------- | ------------- | --------------------------------- |
| كراكن ماري  | 68°00′N 310°00′W / 68.0°N 310.0°W | 1,170      | 400,0000      | الكراكن هو اسم وحش بحري أسطوري    |
| لايجيا ماري | 79°00′N 248°00′W / 79.0°N 248.0°W | 500        | 126,000       | لايجيا هو من الوحوش اليونانية     |
| بونجا ماري  | 85°06′N 338°42′W / 85.1°N 338.7°W | 380        |               | البونجا هو نوع من الأسماك البحرية |

## قائمة بحيرات تيتان

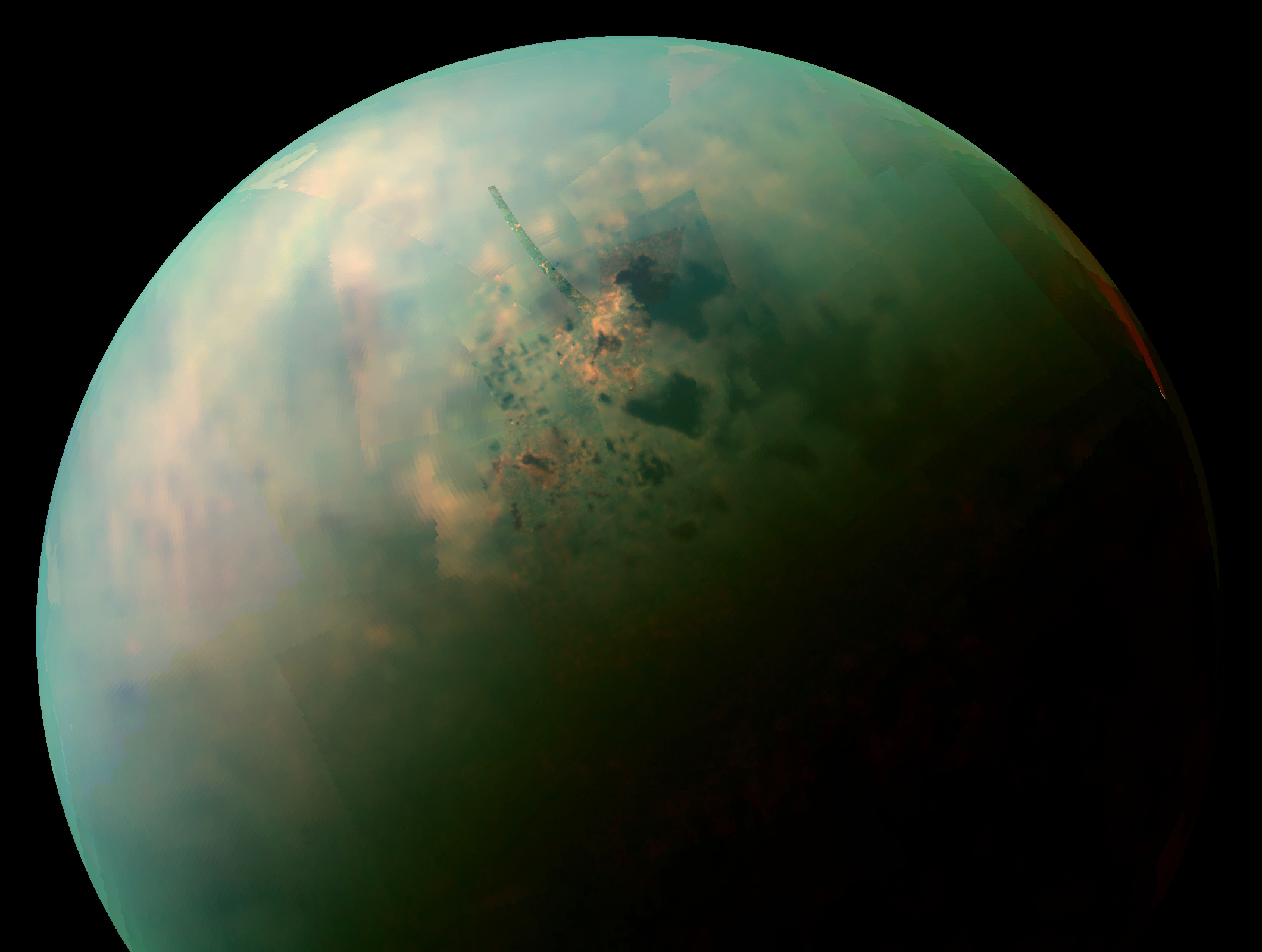
صورة تظهر نصف الكرة الشمالي لتيتان ، ويظهر البحار، وكذلك البحيرات، المناطق البرتقالية بالقرب منها قد تكون رواسب من التبخر العضوي خلفها انحسار الهيدروكربون السائل.

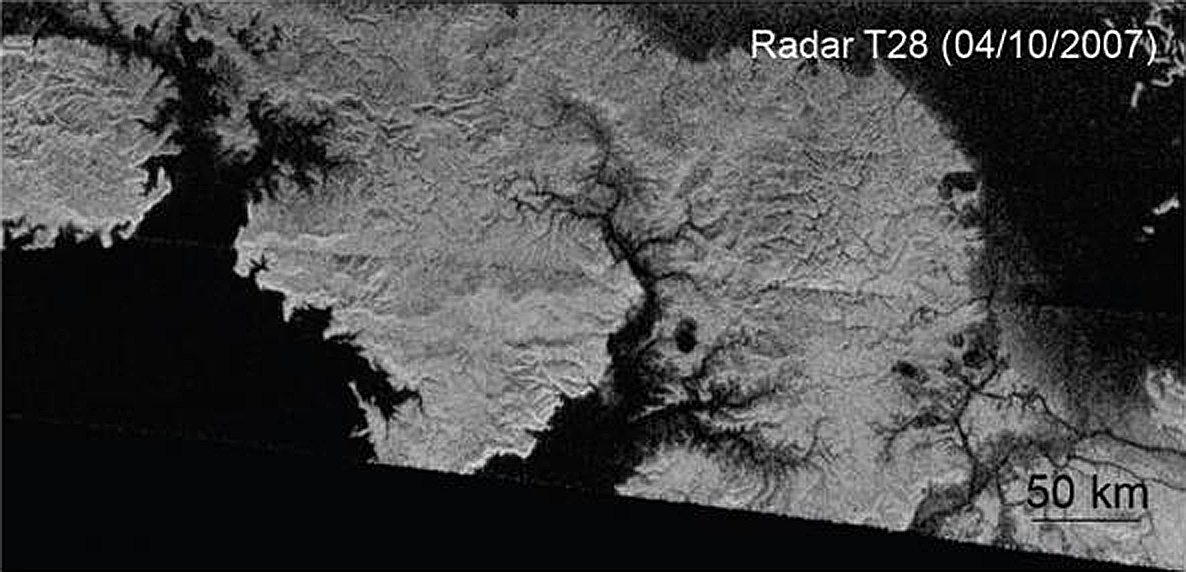
صورة رادارية للوديان النهرية في المنطقة القطبية الشمالية من لتيتان (أكبر أٌقمار زحل) عند حوالي 78 درجة شمالا، 280 درجة غربا. يقع بحر كراكين ماري في أسفل اليسار، ويقع بحر ليجيا ماري في أعلى اليمين.
وقد تم تعديل صورة ناسا الأصلية عن طريق اقتصاص الهوامش، وتحسين جودة الصورة.

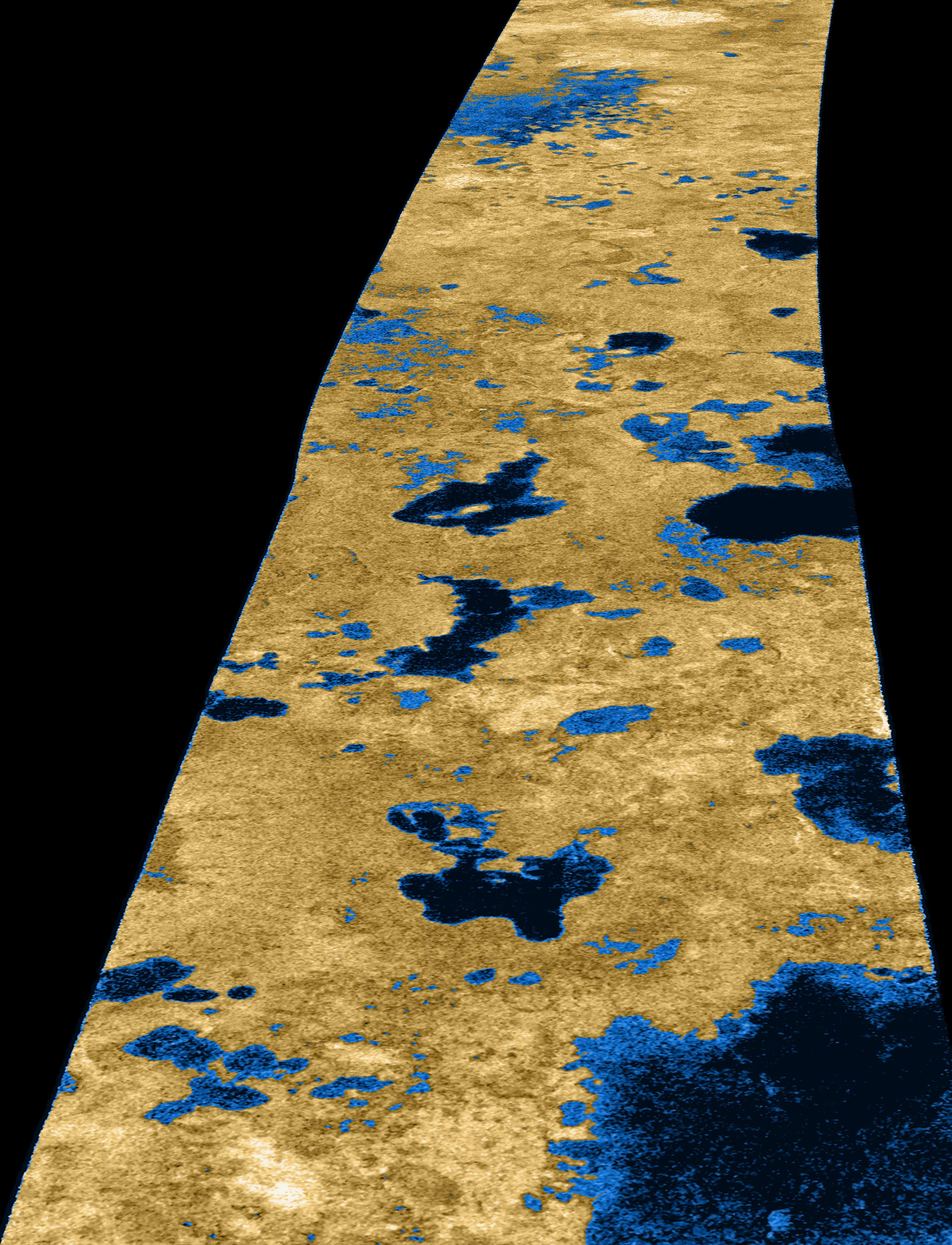
البحيرات الهيدروكربونية على تيتان: صورة رادارية التقطها كاسيني،عام 2006. بولسينا لاكوس هو في أسفل اليمين، مع سوتونيرا لاكوس أعلاه مباشرة وإلى اليسار. كويتير لاكوس في المسافة المتوسطة ونيج لاكوس، في يسار الوسط وعلى الهامش الأيمن، و. ماكاي لاكوس هو في أعلى اليسار.

| الاسم           | الإحداثيات                          | الطول (كم) | أصل التسمية                                           |
| --------------- | ----------------------------------- | ---------- | ----------------------------------------------------- |
| أبايا لاكوس     | 73°10′N 45°33′W / 73.17°N 45.55°W   | 65         | بحيرة أبيا، إثيوبيا                                   |
| ألبانو لاكوس    | 65°54′N 236°24′W / 65.9°N 236.4°W   | 6.2        | بحيرة، ألبانو، إيطاليا                                |
| أتيتالون لاكوس  | 69°18′N 238°48′W / 69.3°N 238.8°W   | 13.7       | بحيرة أتيتالون، غواتيمالا                             |
| بولسينا لاكوس   | 75°45′N 10°17′W / 75.75°N 10.28°W   | 101        | بحيرة، بولسينا، إيطاليا                               |
| كارديل لاكوس    | 70°12′N 206°30′W / 70.2°N 206.5°W   | 22         | بحيرة كارديل، ، الأرجنتين                             |
| كايوجا لاكوس    | 69°48′N 230°00′W / 69.8°N 230.0°W   | 22.7       | بحيرة كايوجا، الولايات المتحدة الأمريكية              |
| كرفينو لاكوس    | 79°36′S 184°54′W / 79.6°S 184.9°W   | 41.0       | بحيرة كرفينو، كرواتيا                                 |
| فيا لاكوس       | 73°42′N 64°25′W / 73.7°N 64.41°W    | 47         | بحيرة فيا، البرازيل                                   |
| فريمان لاكوس    | 73°36′N 211°06′W / 73.6°N 211.1°W   | 26         | بحيرة فريمان البرازيل                                 |
| همار لاكوس      | 48°36′N 308°17′W / 48.6°N 308.29°W  | 200        | بحيرة هور الحمار إيران                                |
| جينجبو لاكوس    | 73°00′N 336°00′W / 73.0°N 336.0°W   | 240        | بحيرة جينغبو، الصين                                   |
| جونين لاكوس     | 66°54′N 236°54′W / 66.9°N 236.9°W   | 6.3        | بحيرة جونين، بيرو                                     |
| كايانجان لاكوس  | 86°18′S 236°54′W / 86.3°S 236.9°W   | 6.2        | بحيرة كايانغان، ، جزر الفلبين                         |
| كيفو لاكوس      | 87°00′N 121°00′W / 87.0°N 121.0°W   | 77.5       | بحيرة كيفو، على حدود روانداوالكونغو الديموقراطية      |
| كويتير لاكوس    | 79°24′N 36°08′W / 79.4°N 36.14°W    | 68         | كويتير، فنلندا                                        |
| لاندوجا لاكوس   | 74°48′N 26°06′W / 74.8°N 26.1°W     | 110        | بحيرة لادوغا، روسيا                                   |
| لانانو لاكوس    | 71°00′N 217°42′W / 71.0°N 217.7°W   | 34.5       | بحيرة لاناو، الفلبين                                  |
| لوجتاك لاكوس    | 70°48′N 124°06′W / 70.8°N 124.1°W   | 14.3       | بحيرة لوكتاك، الهند                                   |
| ماكاي لاكوس     | 78°19′N 97°32′W / 78.32°N 97.53°W   | 180        | بحيرة ماكاي، أستراليا                                 |
| موجيل لاكوس     | 84°26′N 203°30′W / 84.44°N 203.5°W  | 170        | موجلزي، ألمانيا                                       |
| مايفاتن لاكوس   | 78°11′N 135°17′W / 78.19°N 135.28°W | 55         | ميفاتن، آيسلندا                                       |
| ناي لاكوس       | 81°07′N 32°10′W / 81.11°N 32.16°W   | 98         | لوغ نيه، أيرلندا الشمالية                             |
| أوخريد لاكوس    | 71°48′N 221°54′W / 71.8°N 221.9°W   | 17.3       | بحيرة أوخريد، على حدود جمهورية مقدونيا وألبانيا       |
| أونيدا لاكوس    | 76°08′N 131°50′W / 76.14°N 131.83°W | 51         | بحيرة أونيدا، الولايات المتحدة                        |
| أونتاريو لاكوس  | 72°00′S 183°00′W / 72.0°S 183.0°W   | 235        | بحيرة أونتاريو، على الحدود بين كندا والولايات المتحدة |
| سيفان لاكوس     | 69°42′N 125°36′W / 69.7°N 125.6°W   | 46.9       | بحيرة سيفان، أرمينيا                                  |
| شوجي لاكوس      | 79°42′S 166°24′W / 79.7°S 166.4°W   | 5.8        | بحيرة شوجي، اليابان                                   |
| سيوناسكيج لاكوس | 41°31′S 278°07′W / 41.52°S 278.12°W | 143.2      | بحيرة، سيوناسكايغ، اسكتلندا                           |
| سوتونيرا لاكوس  | 76°45′N 17°29′W / 76.75°N 17.49°W   | 63         | بحيرة، سوتونيرا، إسبانيا                              |
| سبارو لاكوس     | 84°18′N 64°42′W / 84.3°N 64.7°W     | 81.4       | بحيرة سبارو، كندا                                     |
| توادا لاكوس     | 71°24′N 244°12′W / 71.4°N 244.2°W   | 24         | بحيرة، توادا، اليابان                                 |
| تسومجو لاكوس    | 86°24′S 162°24′W / 86.4°S 162.4°W   | 59         | بحيرة، تسومجو، الهند                                  |
| أورميه لاكوس    | 39°16′S 276°33′W / 39.27°S 276.55°W | 28.6       | بحيرة أورميه، إيران                                   |
| أوفس لاكوس      | 69°36′N 245°42′W / 69.6°N 245.7°W   | 26.9       | أوفس نور، منغوليا                                     |
| فانرن لاكوس     | 70°24′N 223°06′W / 70.4°N 223.1°W   | 43.9       | فانرن، السويد                                         |
| وايكير لاكوس    | 81°36′N 126°00′W / 81.6°N 126.0°W   | 52.5       | بحيرة، ويكار، نيوزيلندا                               |

- الحياة على تيتان
- قائمة الأقمار الطبيعية
- تيتان ماري إكسپلورر
- مينرڤا

1. ↑  Staff (3 يناير 2007). "Methane Lakes Found on Saturn's Largest Moon". VOA News. Voice of America. مؤرشف من الأصل في 2009-07-04. اطلع عليه بتاريخ 2014-11-01.
2. ↑  "Titan". Gazetteer of Planetary Nomenclature. هيئة المساحة الجيولوجية الأمريكية. مؤرشف من الأصل في 2022-04-12. اطلع عليه بتاريخ 2013-12-29.
3. ↑  Dermott، Stanley F.؛ Sagan، Carl (1 مارس 1995). "Tidal effects of disconnected hydrocarbon seas on Titan". Nature. ج. 374: 238–240. DOI:10.1038/374238a0. ISSN:0028-0836. مؤرشف من الأصل في 2019-09-03.
4. ↑  "Titan: Where's the Wet Stuff? :: Saturn Astrobiology Magazine :: Search for Life in the Universe". 3 نوفمبر 2006. مؤرشف من الأصل في 2016-01-10. اطلع عليه بتاريخ 2017-12-17.
5. ↑  Stofan، E. R.؛ Elachi، C.؛ Lunine، J. I.؛ Lorenz، R. D.؛ Stiles، B.؛ Mitchell، K. L.؛ Ostro، S.؛ Soderblom، L.؛ Wood، C. (4 يناير 2007). "The lakes of Titan". Nature. ج. 445 ع. 7123: 61–64. DOI:10.1038/nature05438. ISSN:1476-4687. PMID:17203056. مؤرشف من الأصل في 2019-09-23.
6. ↑  "WebCite query result". www.webcitation.org (بالإنجليزية). Archived from the original on 2019-02-07. Retrieved 2017-12-17. {{استشهاد ويب}}: الاستشهاد يستخدم عنوان عام (help)